# Pavillon, 2 rue de la Muette (Maisons-Laffitte)
Le pavillon du 2 rue de la Muette, est une maison, protégée des monuments historiques, située à Maisons-Laffitte, dans le département français des Yvelines.

## Localisation
Le pavillon est situé au 2 rue de la Muette, à Maisons-Laffitte.

## Historique
Le pavillon est inscrit au titre des monuments historiques en 1933